# 戸田雅吉
戸田 雅吉（とだ まさよし、1944年7月29日 - ）は、兵庫県出身のプロゴルファー。

## 来歴
1971年にプロ入り。
1972年の美津濃トーナメントでは初日に内田久寿雄と共に吉川一雄・海老原清治を抑え、首位の上原忠明と1打差の2位タイでスタートし、最終日には吉川一雄・久保四郎に次ぐ2位に入った。
1975年の関西プロでは陳健振（中華民国）と並んでの7位タイに入った。
1975年のソニー・チャリティクラシックでは2日目に新井規矩雄と共に69をマークして竹安孝博、ジョニー・ミラー（アメリカ）と並んでの10位タイに着け、最終日には新井・ミラーと共にラリー・ヒンソン（アメリカ）、呂良煥（中華民国）・豊田明夫・金本章生と並んでの5位タイに入った。
1977年の美津濃トーナメントでは草壁政治・内田繁に次ぐと同時に吉川と並んでの3位タイに入った。